# Caso del cura de Uruffe
El caso del cura de Uruffe es un sonado caso criminal francés en el que Guy Desnoyers, párroco de Uruffe, mató a su amante embarazada a término, Régine Fays, de 19 años, el 3 de diciembre de 1956.

## Guy Desnoyers
Guy Desnoyers nació el 24 de febrero de 1920 en Haplemont, una aldea en Saintois en Meurthe y Mosela. Proveniente de una familia campesina bastante acomodada y piadosa, tenía una hermana discapacitada que fue violada cuando era niña. Su abuela materna, una personalidad dominante en la familia, le prometió para el sacerdocio a una edad muy temprana. Pasó al seminario menor, luego al seminario mayor en Bosserville y Villers-lès-Nancy. Se le describe como un "buen chico" pero sus compañeros notaron su gusto por las mujeres y expresaron dudas sobre su vocación.
Durante la Segunda Guerra Mundial, fue requerido para trabajar en una fábrica dirigida por los alemanes en Neuves-Maisons, pero también ayudó a prisioneros fugitivos en la casa de su tío político Émile Marulier en Harol en los Vosgos. En la Liberación, incluso afirmó haber matado a un centinela alemán sin poder probarlo.
Cuando terminó la guerra, fue ordenado sacerdote en 1946 y luego asignado a Blâmont como coadjutor. Su superior, el padre Klein, nota que su nuevo recluta prefiere jugar al baloncesto en lugar de leer teología. En una primera cita, con veintiséis años y aún virgen, conoce a una mujer llamada Madeleine, con la que inicia su primera aventura. El ser descubierto este romance será la causa de un traslado autoritario de sus superiores como vicario en Réhon, en el norte de Meurthe y Mosela. Pero los rumores sobre otras aventuras femeninas continúan, en particular con una viuda rica que acaba de perder a su marido. Esta le obsequia con 150 000 francos para la reparación del techo de la iglesia y le compra un 4 CV. Esto no le impide seguir viendo a Madeleine con regularidad. Así, mientras mantiene relaciones con otras amantes, la relación entre Desnoyers y Madeleine durará diez años, hasta octubre de 1956.
En julio de 1950, fue nombrado párroco de Uruffe, una aldea de 392 habitantes colindante con el departamento de Mosa. Sacerdote activo y bastante apreciado por sus feligreses, se distinguió en particular por montar un equipo de fútbol con jóvenes locales o por organizar excursiones. Los ancianos del pueblo encuentran a este sacerdote bastante singular, pero a los jóvenes les gusta esta personalidad "moderna" para la época. Lo encuentran accesible. Pero aprovechando tales actividades, durante los descansos de los partidos, los picnics, los ensayos teatrales, Guy Desnoyers mantiene relaciones con varias mujeres de la región, algunas de las cuales son menores de veintiún años, entonces la mayoría de edad. En diciembre de 1953, Guy Desnoyers concibe un hijo con una adolescente de quince años, Michèle Léonard. Ante los rumores que circulaban en el pueblo, la convenció de que diera a luz clandestinamente en Ain y entregara aquel "hijo del pecado" a la Asistencia Pública. El obispo de Nancy, Marc-Armand Lallier, que se entera de estos hechos, decide hacer una visita al sacerdote. Este último cae de rodillas ante él y le pide a su obispo que crea en su inocencia. La entrevista conmovió a Lallier, quien renovó su confianza en el sacerdote. Los meses se sucedieron entonces con repetidas ausencias del párroco que inquietaron a sus feligreses. Desnoyers evocará después atravesar períodos "de tormento y angustia".

## Crimen
En 1956 mantiene una relación con Régine Fays, una joven de diecinueve años de Uruffe, que trabajaba como obrera en la fábrica de vidrio de Vannes-le-Châtel. Seducida durante una actividad teatral que él había creado, se encontró embarazada del sacerdote, como Michèle Léonard tres años antes. Desnoyers convence al padre de Régine de que el amante de su hija es un joven local que la violó durante una fiesta del pueblo y se fue a la Guerra de Argelia. Pocas personas creen en su historia y él protesta públicamente frente a sus feligreses denunciando una calumnia. Régine Fays le promete mantener en secreto la paternidad del niño, pero se niega a dar a luz clandestinamente, a abandonar a su hijo o a abortar.
El 3 de diciembre de 1956, poco antes de la fecha prevista para el parto, Desnoyers se asusta y conduce a la futura madre por la pequeña carretera desierta que conduce a Pagny-la-Blanche-Côte. Detiene su 4 CV cerca de una arboleda y ofrece dos veces a la mujer que le dé la absolución. Sorprendida, ella se niega y se aleja caminando. Guy Desnoyers la sigue con su pistola de 6,35 mm en la mano. Luego le dispara a su amante tres veces por la espalda. Inmediatamente después de matarla, la destripa con la ayuda de una navaja de explorador, extrae el feto viable (la autopsia revelará que el infante estaba vivo), una niña a la que bautiza in extremis para salvarla del limbo. Luego la mata de una puñalada en el corazón y le acuchilla la cara para borrar cualquier posible parecido. Luego empuja a la madre y a la neonata a la zanja junto a la cuneta.
Por la noche, al ver que no llega a casa, los padres y hermanos de Régine Fays están preocupados por su desaparición. El cura alerta al alcalde, toca la campana a reunión y organiza él mismo la búsqueda para encontrarla y así intentar desmentir las probables sospechas que pesarán sobre él. A la una de la madrugada, Desnoyers señala una zanja al costado de la carretera en la que yace la joven. Las sospechas se dirigen rápidamente hacia el sacerdote: una amiga de la víctima confió a la policía que le había dicho que el sacerdote era el padre. Cerca del cuerpo se encontró un casquillo 6,35 mm, y Desnoyers tenía licencia para portar un arma de este calibre. Puesto bajo custodia el 5 de diciembre de 1956, Guy Desnoyers niega con vehemencia. Afirma primero que conoce al asesino pero que le es imposible denunciarlo por el secreto de confesión a la que está obligado. Finalmente confiesa después de cuarenta y ocho horas.
En este período de Adviento y San Nicolás, el suceso provocó un gran revuelo. Fue encarcelado con un nombre falso para evitar cualquier venganza. La Iglesia organiza ceremonias expiatorias por sus crímenes.

## Juicio y condena
Toda Francia estaba horrorizada por el atroz doble crimen. El juicio comienza en el Tribunal de lo Penal de Nancy el 24 de enero de 1958, un año después del crimen. La multitud reunida en el juzgado exige la pena de muerte para este sacerdote fornicador y asesino.
El 26 de enero, tras dos días de juicio, el fiscal da la razón a la multitud en su acusación:

No sé si este Dios al que has servido ignominiosamente tendrá piedad de ti en la hora, quizás cercana, de tu muerte. Solo conozco la justicia de los hombres y sé que no te puede perdonar.

El abogado defensor, el presidente del colegio de abogados Robert Gasse le responde :

Dios de los creyentes, desciende a la conciencia del tribunal, a las almas de los jurados. Diles que no tienen derecho a tocar la vida porque la vida es tuya.

Antes de las deliberaciones del jurado, Desnoyers hace una declaración final ante el juez:

Soy sacerdote, sigo siendo sacerdote, repararé como sacerdote. Me abandono ante ti porque sé que ante mí ocupas el lugar de Dios.

Después de una hora y cuarenta minutos de deliberación, los siete miembros del jurado de Lorena emiten su veredicto. A todas las preguntas planteadas (sobre doble incriminación, infanticidio y premeditación), las respuestas de los jurados fueron "sí" a la mayoría. Sin embargo, se reconoce que el acusado tiene circunstancias atenuantes, lo que le permitió escapar a la pena capital. Fue sentenciado a trabajos forzados de por vida.

## Epílogo
El 5 de agosto de 1978, después de veintidós años de prisión, Desnoyers, convertido en el preso más antiguo de Francia, obtiene la libertad condicional. Varios rumores lo sitúan en el sur de Francia, en Luisiana, o viviendo con una visitante de la prisión.
Pero según lo previsto en su libertad condicional, en realidad se retiró a la Abadía de Sainte-Anne de Kergonan en Plouharnel, Morbihan, donde falleció el 21 de abril de 2010 a la edad de noventa años.
En el cementerio de Uruffe, originalmente el sepulcro con las dos víctimas llevaba una lápida con la siguiente inscripción: «Aquí descansa Fays Régine asesinada por el párroco el 3 de diciembre de 1956 a los 19 años». A pesar de las repetidas solicitudes del obispado, la familia de Régine siempre se negó a retirarla. Desde la muerte del padre de Régine, el epitafio ha sido arrancado dos veces. En efecto, tras reiteradas presiones de la Iglesia, que volvió sobre la acusación, hoy sólo menciona los nombres de las dos víctimas del sacerdote Desnoyers, sin más precisiones ni sobre su asesinato, ni sobre su asesino.

## En la ficción

### Literatura inspirada en el caso
- Marcel Jouhandeau, Tres crímenes rituales, París, Gallimard, 1962, 96 pags.ISBN 2070234525.
- Jean-François Colosimo, El día de la ira de Dios, París, Jean-Claude Lattès, 2000, 272 pags.ISBN 978-2-709-62163-2.
- Jean Raspail, Misericordia, París, Les Equateurs, 2019, 173 pags.ISBN 978-2-849-90596-8.
- Arnaud Zuck, El amanecer del diablo,[13] Ediciones Ex Æquo, 2021.ISBN 979-10-388-0114-1 véase web

### Filmografía
Cuatro películas se inspiraron en este caso:
- Marie et le Curé (1967), cortometraje de Diourka Medveczky (conocido como Cristo), con Jean-Claude Castelli en el papel del sacerdote, además de Bernadette Lafont;
- Ici-bas (1996), cortometraje de Philippe Ramos, con Pascal Andres en el papel del cura;
- El príncipe de este mundo (2008), largometraje de Manuel Gómez, con Laurent Lucas como sacerdote, además de Lio y Charlotte Vandriessche;
- Fou d'amour (2015), largometraje de Philippe Ramos, con Melvil Poupaud en el papel del cura, además de Dominique Blanc en el de la viuda rica y Diane Rouxel en el de la víctima.